# Alpental (Washington)
Alpental es un área no incorporada ubicada en el condado de King en el estado estadounidense de Washington.

## Geografía
Alpental se encuentra ubicado en las coordenadas 47°23′32″N 121°24′0″O / 47.39222, -121.40000.